# Wapno (województwo zachodniopomorskie)
Wapno (niem. Kalkberg Försterei, Kalkberg Forsthaus) – wyludniona wieś (przysiółek) w Polsce, w województwie zachodniopomorskim, w powiecie kamieńskim w gminie Dziwnów. Przed 1945 położona pomiędzy Dziwnówkiem a Łukęcinem. Obecnie w tym miejscu znajdują się jedynie ślady dawnej zabudowy.
W 1910 znajdowała się tu gospoda. W miejscowości mieszkało 8 osób.
W 1945 w rejonie miejscowości znalazły się zepchnięte w ten rejon rozproszone oddziały niemieckie (m.in. Luftwaffe i Waffen-SS "Lettland"), a także uchodźcy.
Według niepotwierdzonych informacji przed 1945 wydobywano tu kredę lub wapno, dlatego po II wojnie światowej miejscowości nadano nową nazwę – Wapno. Nie wznowiono jednak akcji osiedleńczej (zbyt mała ilość osadników przy jednoczesnym położeniu miejscowości w terenie lasu, co utrudniało zapewnienie bezpieczeństwa) i nieliczne zabudowania uległy zniszczeniu.
Z miejscowością związana jest pewna anegdota. 4 maja 1945, 5 pułk piechoty z 2 Dywizji ludowego Wojska Polskiego otrzymał nazwę „5 Kołobrzeskiego pułku piechoty”. Pułk ten jednak nie brał udziału w walkach o Kołobrzeg, a o Kalkberg. Ze względu na zbieżność nazw (Kolberg – Kołobrzeg, Kalkberg – Wapno) ktoś się pomylił i w liście jednostek wyróżnionych za udział w walkach o wyzwolenie Kołobrzegu dopisano 5 pp. Listę wysłano do Moskwy, a Stalin osobiście podpisał rozkaz pochwalny. Nikt nie śmiał podważać decyzji Stalina i 5 pułk piechoty stał się „Kołobrzeskim”, mimo że walczył o Wapno, a nie o Kołobrzeg.